# Okapi
Okapin (Okapia johnstoni) är ett partåigt hovdjur i familjen giraffdjur. Okapin lever bara i Demokratiska republiken Kongos tropiska regnskogar.

## Kännetecken
En vuxen okapis mankhöjd är 150–170 cm. Den kan väga upp till 250 kilo och blir cirka 2,5 meter lång. Honor är lite större än hannar. Hannar har två upp till 15 centimeter långa, trubbiga horn som är täckta med hår. Hos honorna finns hornen bara rudimentärt eller saknas helt. Liksom hos giraffen är halsen och tungan jämförelsevis långa.
Arten påminner mer om en häst än en giraff och har på bakdelen svart-vita ränder (som zebrorna). Pälsens grundfärg är på ovansidan rödbrun till svart. Dessutom är kinden och strupen vitaktig. Den mörka, blåaktiga tungan kan sträckas ut upptill 25 cm. På så sätt får djuret tag i födan, men tungan används även för rengöring av ögonen, näsborrarna eller andra kroppsdelar.

## Utbredning och habitat
Okapin förekommer bara i regnskogen i nordöstra Kongo-Kinshasa. Den vistas främst i Ituriskogen som innefattar Okapi viltreservat. Den 12 juni 2006 påträffades en okapi i nationalparken Virunga i östra Kongo-Kinshasa, något som då inte skett på 47 år. 2008 togs de första fotona av okapin i Virungaparken.
Okapin vistas inte i regioner som ligger lägre än 500 meter över havet och därför saknas arten i träskmarker i västra Kongo-Kinshasa. I öst begränsas utbredningsområdet av torra skogar, i norr av savannen och i sydöst av större vattenansamlingar. Vanligast är arten mellan 500 och 1 000 meter över havet men den har observerats upp till 1 450 meter över havet. Per kvadratkilometer lever 0,1 till 1,1 individer (genomsnitt 0,45).

## Levnadssätt
Okapin är mycket skygg och tillbringar dagarna i skydd av tät vegetation där den går på stigar av nedtrampad växtlighet. Den livnär sig främst på löv och kvistar samt i mindre mått av frukter, frön och andra växtdelar. Dess syn och hörsel är förstklassig och vid minsta tecken på fara rusar den in i tät skog och gömmer sig. Således är okapin mycket svår att få syn på.
Djuren lever vanligen ensamma, sällan påträffas par eller mindre grupper. Hannar vistas i ett område som i genomsnitt är 10,5 km² stort och de vandrar vanligen 4 km per dag. Honor och ungar har ett mindre område och de vandrar även kortare sträckor. Antagligen markerar hannar sitt revir med urin, för tydligare informationer om artens sociala beteende krävs ytterligare forskning.
En särskild parningstid är inte känd. Honor är vanligen parningsberedda i 15 dagar och de hittas troligen av hannen med hjälp av luktsinnet. Efter en lyckad parning är honan dräktig i 414 till 493 dagar och sedan föds nästan alltid en enda unge. Ungen har vid födelsen en mankhöjd omkring 75 cm och väger mellan 14 och 30 kg. Redan en halv timme efter födelsen står ungen på sina ben. Kalven följer med modern i en till två dagar innan den lämnas för cirka 2 månader i ett gömställe. Modern letar efter föda och diar ibland kalven. Efter cirka 3 veckor börjar ungen med fast föda och efter ungefär 6 månader slutar honan med digivning. Okapiungar är efter 3 år lika stora som vuxna djur. Den tidigaste könsmognaden för en hona i fångenskap var ett år och sju månader.
Okapins största naturliga fiende är leoparden (Panthera pardus). Individer i fångenskap blir vanligen 15 till 20 år gamla. Den äldsta kända individen dog vid 33 års ålder. Livslängden i naturen är okänt.

## Okapin och människor
Djuret upptäcktes för den västerländska vetenskapen året 1900 av Sir Harry Johnston vilket gör den till ett av de senast upptäckta stora däggdjuren. Länge ansåg man att skinnen på naturhistoriska museet i London var falsarier, skapade genom att kombinera zebraskinn med andra däggdjur.
Beståndet av arten i naturen uppskattas till mellan 10 000 och 35 000 individer och det antas vara stabilt. Största delen av utbredningsområdet ligger idag i skyddsregioner. Trots allt utesluts inte habitatförlust, och dessutom jagas okapin i viss mån av områdets befolkning för köttets och hudens skull. IUCN listar arten, främst på grund av det begränsade utbredningsområdet, som nära hotad (NT).
Sedan 1985 finns ett avelsprogram mellan europeiska djurparker som koordineras av Antwerpens zoo. I november 2010 fanns 57 individer av okapi i europeiska djurparker och 119 individer i djurparker över hela världen.